# Tanetane
Tanetane este un sat din Dominica.